# Themira notmani
Themira notmani är en tvåvingeart som beskrevs av Charles Howard Curran 1927. Themira notmani ingår i släktet Themira och familjen svängflugor.
Artens utbredningsområde är New York. Inga underarter finns listade i Catalogue of Life.